# Peyrat-le-Château
Peyrat-le-Château is een gemeente in het Franse departement Haute-Vienne (regio Nouvelle-Aquitaine) en telt 1013 inwoners (2020). De plaats maakt deel uit van het arrondissement Limoges.

## Geografie
De oppervlakte van Peyrat-le-Château bedraagt 51,9 km², de bevolkingsdichtheid is 20,8 inwoners per km².
De onderstaande kaart toont de ligging van Peyrat-le-Château met de belangrijkste infrastructuur en aangrenzende gemeenten.

## Demografie
Onderstaande figuur toont het verloop van het inwonertal (bron: INSEE-tellingen).